# Isílio Coelho

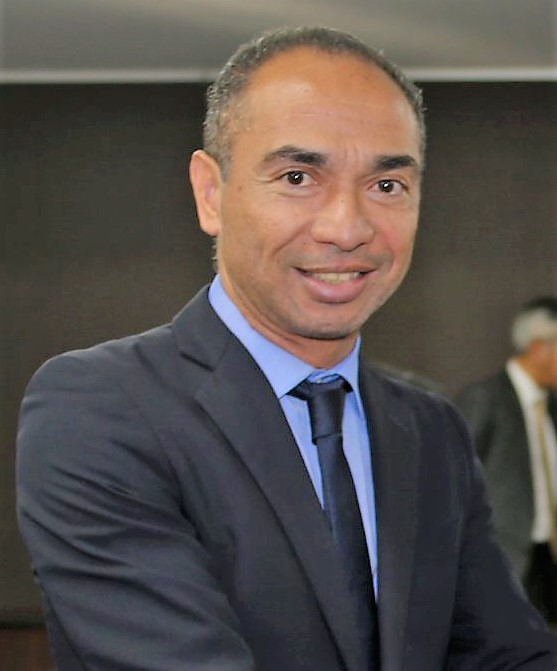
Isílio Coelho (2019)

Isílio António de Fatima Coelho da Silva ist ein osttimoresischer Diplomat.

## Werdegang
Coelho arbeitet seit 2001 für das Außenministerium Osttimors. Zunächst bekleidete er Ämter in Dili, wie die Leitung der Protokollabteilung sowie an der Botschaft in Portugal und der Botschaft beim Heiligen Stuhl, bevor er Direktor der Abteilung Bilaterale Beziehungen wurde. Im Oktober 2009 löste Coelho Constâncio Pinto als Nationaldirektor für Außenangelegenheiten ab. Von 2011 bis 2015 war Coelho osttimoresischer Botschafter in Japan. Zuvor hatte dieses Amt Domingos Sarmento Alves inne. Coelho übergab 2016 den Posten an den im November zuvor ernannten Filomeno Aleixo. Von 2016 bis 2017 arbeitete Coelho als Generalsekretär des Außenministeriums in Dili. Er wurde in dieser Funktion von Antonito de Araújo abgelöst und hatte nun den Posten des Generaldirektors für bilaterale Beziehungen im Außenministerium inne.
2019 wurde Coelho zum neuen Botschafter in den Vereinigten Staaten vereidigt. Seine Akkreditierung übergab er Präsident Donald Trump am 10. Januar 2020.